# Bibliotheca Geographorum Arabicorum
Die Bibliotheca Geographorum Arabicorum („Bibliothek arabischer Geographen“; Abk. BGA) ist eine von dem niederländischen Orientalisten Michael Jan de Goeje (1836–1909) als Hauptherausgeber ursprünglich in den Jahren 1870 und 1894 herausgegebene Buchreihe von kritischen Editionen der klassischen arabischen geographischen Texte, die von verschiedenen der bekanntesten arabischen Geographen verfasst worden sind.
Es sind alles Originalausgaben, die mit Indices und Glossaren versehen wurden. Die Reihe erscheint bis heute im Verlag Brill in Leiden. Die Reihe wurde später zum Teil in Neuausgaben aktualisiert, so gibt es eine aktualisierte Ausgabe von Muqaddasīs Kitāb aḥsan al-taqāsīm von Michael Jan  de Goeje und Johannes H. Kramers’ Neuausgabe von Ibn Ḥawkals Kitāb al-masālik wa-l-mamālik.
Als Herausgeber haben an der Reihe mitgewirkt Régis Blachère (1900–1973), Hamilton Alexander Rosskeen Gibb (1895–1971), Paul Kahle (1875–1964), Johannes H. Kramers (1891–1951), Hans von Mžik (1876–1961), Carlo Alfonso Nallino (1872–1938) und Arent J. Wensinck (1882–1939).
Die Bibliotheca Geographorum Arabicorum besteht aus den folgenden Bänden:
- Michael Jan de Goeje: Indices, glossarium et addenda et emendanda ad part. I - III
- Muqaddasī: Kitāb aḥsan al-taqāsīm
- Ibn Ḥawkal: Kitāb al-masālik wa-l-mamālik
- Abu al-Hasan Ali ibn al-Husain al-Masʿūdī: Kitāb at-tanbīh wa-ʾl-ašrāf
- Ibrāhīm Ibn-Muḥammad al-Iṣṭaẖrī/Abū Zaid al-Balchī: Kitāb masālik al-mamālik
- Ibn Hauqal: Kitāb Ṣūrat al-arḍ
- Ahmad ibn Rustah: ... min Kitāb al-aʿlāq an-nafīsa
- Ibn-al-Fakîh al-Hamadhânî: Muḫtaṣar kitāb al-buldān